# Issoria alba
Issoria alba är en fjärilsart som beskrevs av Arnold Spuler 1901. Issoria alba ingår i släktet Issoria och familjen praktfjärilar. Inga underarter finns listade i Catalogue of Life.